# Ray Knight
Pour les articles homonymes, voir Knight.
Charles Ray Knight (né le 28 décembre 1952 à Albany, Géorgie, États-Unis) est un ancien joueur de troisième but au baseball qui a joué dans les Ligues majeures de 1974 à 1988.
Il est surtout connu pour avoir été élu joueur par excellence de la Série mondiale 1986, remportée par les Mets de New York.

## Carrière
Ray Knight fait ses débuts avec les Reds de Cincinnati en 1974. Il devra attendre jusqu'en 1979, soit après le départ de Pete Rose, pour obtenir un poste régulier avec l'équipe. Par conséquent, il ne fait pas partie de l'alignement lors des deux conquêtes consécutives de la Série mondiale par les Reds en 1975 et 1976. 
En 1979, il s'impose avec une excellente moyenne au bâton de ,318 et 79 points produits, deux sommets en carrière, en 150 parties jouées. Il frappe trois coups sûrs en quatre matchs dans la Série de championnat de la Ligue nationale malgré la défaite des Reds devant les Pirates de Pittsburgh. 
Il réédite presque ses statistiques de 1979 la saison suivante, où il produit 78 points et est sélectionné pour la première au match des étoiles, mais il connaît une campagne difficile en 1981 et les Reds l'échangent aux Astros de Houston contre Cesar Cedeno.
Au cours de ses deux années à Houston, sa moyenne s'élève à ,294 puis ,304 et il produit chaque fois 70 points.  En 1982, il participe à son second match d'étoiles. 
Knight éprouve des ennuis en première moitié de saison 1984, et le 28 août il est transféré aux Mets de New York. Il joue peu en 1985, mais en 1986 il rehausse sa moyenne au bâton à ,280 et produit 76 points. Il est nommé le joueur ayant réussi le plus beau retour de l'année dans la Ligue nationale.
Les Mets enlèvent le championnat de la division Est de la Ligue nationale et atteignent la Série mondiale contre les Red Sox de Boston. Knight marque le point de la victoire en 10e manche de la sixième rencontre de la série, au Shea Stadium de New York, profitant de la célèbre erreur de Bill Buckner pour croiser le marbre sur le roulant de Mookie Wilson. Il cogne également le circuit qui crée l'égalité lors du match #7, que les Mets gagneront pour enlever les grands honneurs. Ray Knight sera nommé joueur par excellence de la Série mondiale 1986.
La formation new-yorkaise décide cependant de faire d'Howard Johnson leur joueur de troisième but régulier pour 1987, et Knight décide de quitter les Mets pour signer un contrat avec les Orioles de Baltimore. Il devenait ainsi le premier joueur par excellence d'une série mondiale à ne pas revenir avec l'équipe championne la saison suivante.
Après une année à Baltimore, il termine sa carrière en 1988 chez les Tigers de Detroit. Il a joué 1397 matchs au total dans les majeures, 1021 au troisième coussin et 339 comme joueur de premier but. 
En 2006, Ray Knight fut l'un des nombreux anciens joueurs des Mets à ne pas participer aux commémorations soulignant le 20e anniversaire du titre. Bien que le principal intéressé ait invoqué un autre engagement pour expliquer son absence, certains spéculèrent qu'il n'avait toujours pas pardonné à l'équipe la façon cavalière dont il avait été traité après ses succès de 1986.

## Carrière de manager
Knight a été manager des Reds de Cincinnati en 1996 et 1997. Après une première saison de 81-81, l'équipe ne gagne que 43 de ses 99 premiers matchs sous sa gouverne en 1997 et il est congédié pour être remplacé par Jack McKeon.
Il est revenu à la barre de l'équipe comme remplaçant pour un seul match en 2003. Son dossier victoires-défaites comme manager est de 125-137. 
Un incident survint en 1997 alors qu'il oublia le nombre de retraits qui avaient été enregistrés dans une demi-manche et commanda au frappeur un amorti-sacrifice inopportun. Knight décida après la rencontre de s'infliger lui-même une amende de 250 dollars pour sa bévue.

## Après-carrière
Ray Knight est le commentateur à la télévision des matchs des Nationals de Washington pour MASN (Mid-Atlantic Sports Network).

## Vie personnelle
Ray Knight est marié à Nancy Lopez, une ancienne golfeuse professionnelle ayant joué sur le circuit de la LPGA. Le couple a trois enfants, Ashley, Erinn et Torri. L'ancien joueur de baseball a aussi eu un fils, Brooks, d'une précédente union.